# Nobuhiro Katō
Nobuhiro Katō (jap. 加藤 順大 Katō Nobuhiro; ur. 11 grudnia 1984) – japoński piłkarz występujący na pozycji bramkarza. Obecnie występuje w Omiya Ardija.

## Kariera klubowa
Od 2003 roku występował w klubach Urawa Red Diamonds i Omiya Ardija.